# Isola deserta

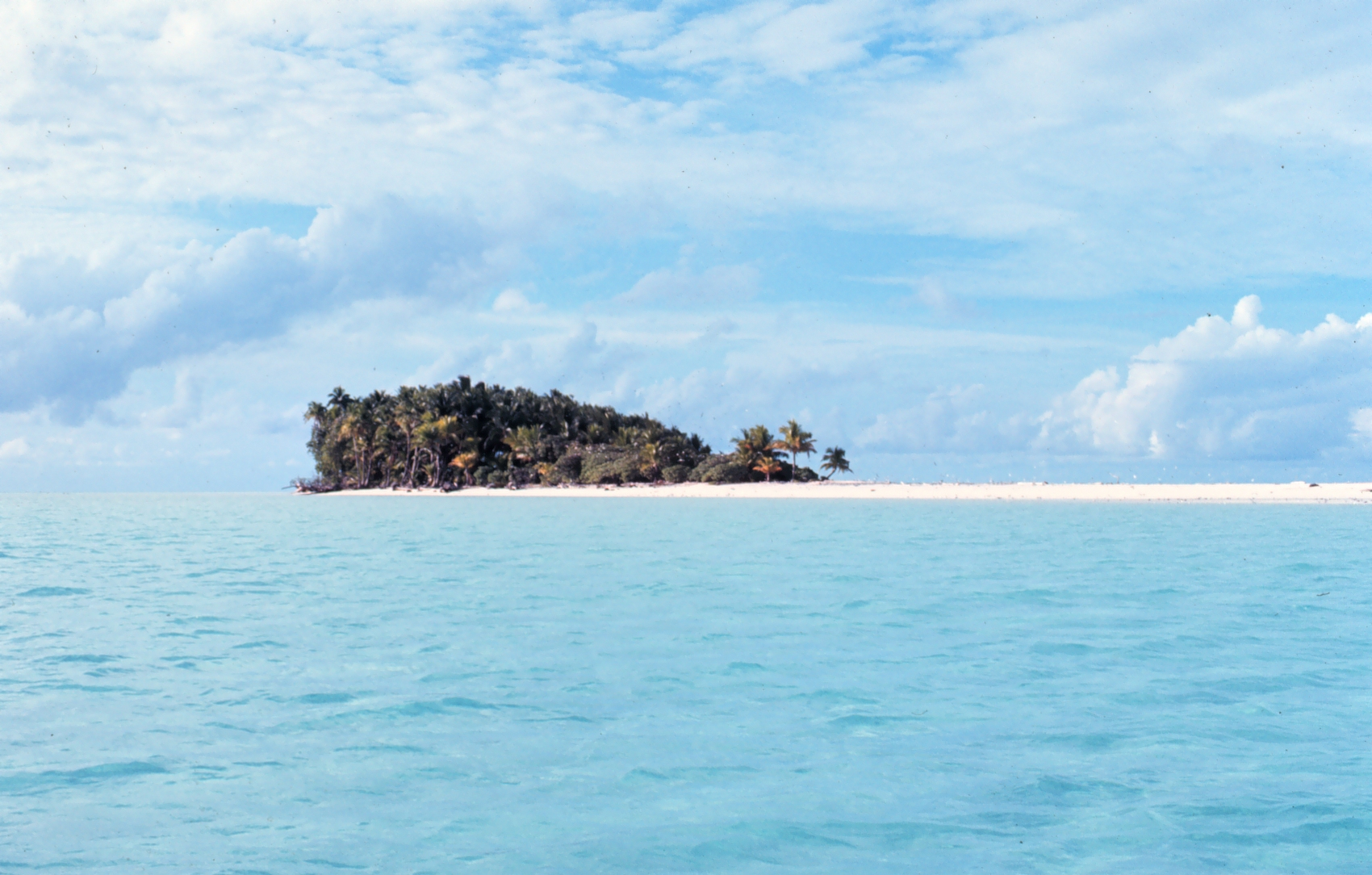
Un'isola deserta a Palau

Un'isola deserta, o disabitata, è un'isola, un isolotto o un atollo che non è stabilmente popolato da umani. Le isole disabitate sono spesso oggetto di rappresentazioni in film e storie su persone naufragate e sono anche usate come stereotipo di paradiso. Alcune isole disabitate sono protette come riserve naturali e altre ancora sono di proprietà privata. L'isola del Devon in Canada è la più grande isola disabitata del mondo.
Solitamente non sono presenti fonti d'acqua nei piccoli atolli o nelle isole, ma a volte uno strato lenticolare di acqua dolce flottante sopra una massa di acqua salata può essere raggiunto tramite un pozzo.

## Terminologia
Le isole disabitate sono note anche come isole deserte. In questo caso, l'aggettivo desertico non descrive le condizioni climatiche del deserto, ma piuttosto l'essere desolate, scarsamente occupate o non occupate. La parola deserto, infatti, anticamente è stata applicata più ampiamente a qualsiasi regione selvaggia e disabitata, ed è in quest'accezione arcaica che appare nella parola isola deserta.
Il termine è anche frequentemente usato in senso figurato per riferirsi a comportamenti in condizioni di isolamento sociale e con mezzi materiali limitati. La simulazione del comportamento su un'isola deserta è un esperimento mentale comune, che può essere declinato in vari modi.

## Isole disabitate per estensione
| Rango | Area Rank | Isola                                     | Area in km² | Paese / Paesi                                                                     | Coordinate       |
| ----- | --------- | ----------------------------------------- | ----------- | --------------------------------------------------------------------------------- | ---------------- |
| 1     | 27        | Isola del Devon (Tallurutit)              | 55 247      | Canada (Nunavut)                                                                  | 75°08′N 87°51′W  |
| 2     | 28        | Alexander Island (Isla Alejandro I)       | 49 070      | Nessuna (rivendicazioni territoriali antartiche di Argentina, Cile e Regno Unito) | 71°00′S 70°00′W  |
| 3     | 30        | Severny Island (Severnyy Ostrov)          | 48 904      | Russia (Arkhangelsk Oblast)                                                       | 75°30′N 60°00′E  |
| 4     | 31        | Isola Berkner (Isla Berkner)              | 44 000      | Nessuna (rivendicazioni territoriali antartiche di Argentina e Regno Unito)       | 79°30′S 47°30′W  |
| 5     | 32        | Axel Heiberg Island (Umingmat Nunaat)     | 43 178      | Canada (Nunavut)                                                                  | 79°26′N 90°46′W  |
| 6     | 33        | Melville Island (Ilulliq)                 | 42 149      | Canada (Territori del Nord-Ovest e Nunavut)                                       | 75°30′N 111°30′W |
| 7     | 40        | Isola del Principe di Galles (Kinngailak) | 33 339      | Canada (Nunavut)                                                                  | 72°40′N 99°00′W  |
| 8     | 46        | Somerset Island (Kuuganajuk)              | 24 786      | Canada (Nunavut)                                                                  | 73°15′N 93°30′W  |
| 9     | 47        | Kotelny Island (Olgujdaah Aryy)           | 24 000      | Russia (Repubblica di Sakha)                                                      | 75°20′N 141°00′E |
| 10    | 54        | Bathurst Island                           | 16 042      | Canada (Nunavut)                                                                  | 75°46′N 99°47′W  |

Le 10 più grandi isole disabitate hanno tutte una latitudine superiore ai 70°; ciò indica che il fattore maggiormente determinante della loro desolazione è il clima.

## Nella letteratura e cultura popolare

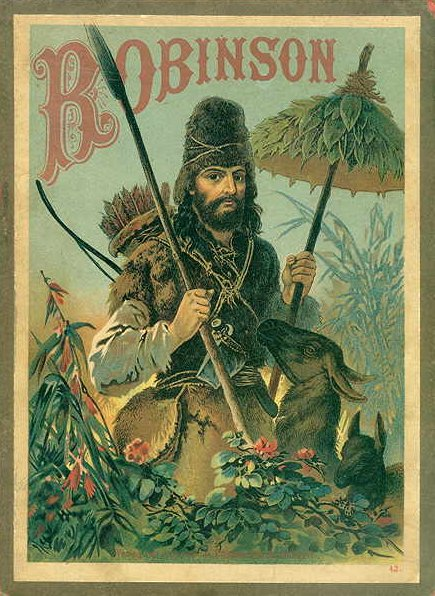
Robinson Crusoe in un'illustrazione tedesca del 1887

I primi romanzi conosciuti ambientati su un'isola deserta furono Hayy ibn Yaqdhan scritto da Ibn Tufail (1105-1185), seguito da Theologus Autodidactus scritto da Ibn al-Nafīs (1213–1288). I protagonisti di entrambe le opere (Hayy in Hayy ibn Yaqdhan e Kamil in Theologus Autodidactus) sono bambini selvaggi che vivono in isolamento su un'isola deserta fino a quando non entrano in contatto con naufraghi del mondo esterno che si ritrovano bloccati sull'isola. La storia di Theologus Autodidactus, tuttavia, si estende oltre lo scenario dell'isola deserta quando i naufraghi riportano Kamil alla civiltà insieme a loro.
Ne La tempesta di William Shakespeare (1610-11), viene usata l'idea di essere bloccati su un'isola deserta come pretesto per sviluppare l'azione della commedia. Prospero e sua figlia Miranda vengono lasciati alla deriva dal perfido Antonio, fratello di Prospero, che cerca di diventare duca di Milano. Prospero a sua volta fa naufragare suo fratello e altri uomini del peccato sull'isola. 
Una traduzione latina di Hayy ibn Yaqdhan di Ibn Tufail apparve nel 1617, scritta da Edward Pococke il Giovane, fu seguita da una traduzione inglese di Simon Ockley nel 1708 nonché da traduzioni tedesche e olandesi. Alla fine del XVII secolo, Hayy ibn Yaqdhan ispirò Robert Boyle, un conoscente di Pococke, a scrivere il suo romanzo filosofico ambientato su un'isola deserta, The Aspiring Naturalist. Anche il Theologus Autodidactus di Ibn al-Nafis fu tradotto in inglese all'inizio del XX secolo. 
Pubblicato nel 1719, il romanzo di Daniel Defoe Robinson Crusoe, storia dell'omonimo naufrago su un'isola deserta, ha generato nel corso del tempo così tanti adattamenti filmici, televisivi e radiofonici che il suo nome è stato usato per definire un genere, la robinsonata (robinsonade). È probabile che Defoe abbia preso ispirazione per Crusoe dalla storia di un marinaio scozzese di nome Alexander Selkirk, che fu salvato nel 1709 dopo quattro anni sulle isole altrimenti disabitate di Juan Fernández; Defoe era solito utilizzare, infatti, eventi realmente accaduti per costruire le trame delle sue opere. È anche probabile che sia stato ispirato dalle traduzioni in latino o in inglese di Hayy ibn Yaqdhan di Ibn Tufail.
Nella concezione popolare, tali isole si trovano spesso nel Pacifico e sono tropicali, disabitate e di solito inesplorate. Sono luoghi remoti che offrono fuga e costringono le persone abbandonate o bloccate come naufraghi a diventare autosufficienti e fondamentalmente a creare una nuova società.